# HD 81799
G Гидры (лат. G Hydrae), HD 81799 — двойная звезда в созвездии Гидры на расстоянии приблизительно 164 световых лет (около 50,3 парсек) от Солнца. Видимая звёздная величина звезды — +4,89m.

## Характеристики
Первый компонент — оранжевый гигант спектрального класса K0, или K1III, или K2+IIIb, или K2,5III. Масса — около 2,343 солнечной, радиус — около 9,443 солнечного, светимость — около 44,592 солнечной. Эффективная температура — около 4519 K.
Второй компонент — красный карлик спектрального класса M. Масса — около 345,45 юпитерианской (0,3298 солнечной). Удалён в среднем на 1,987 а.е..